# 沙姆基爾
40°49′47″N 46°01′08″E / 40.82972°N 46.01889°E

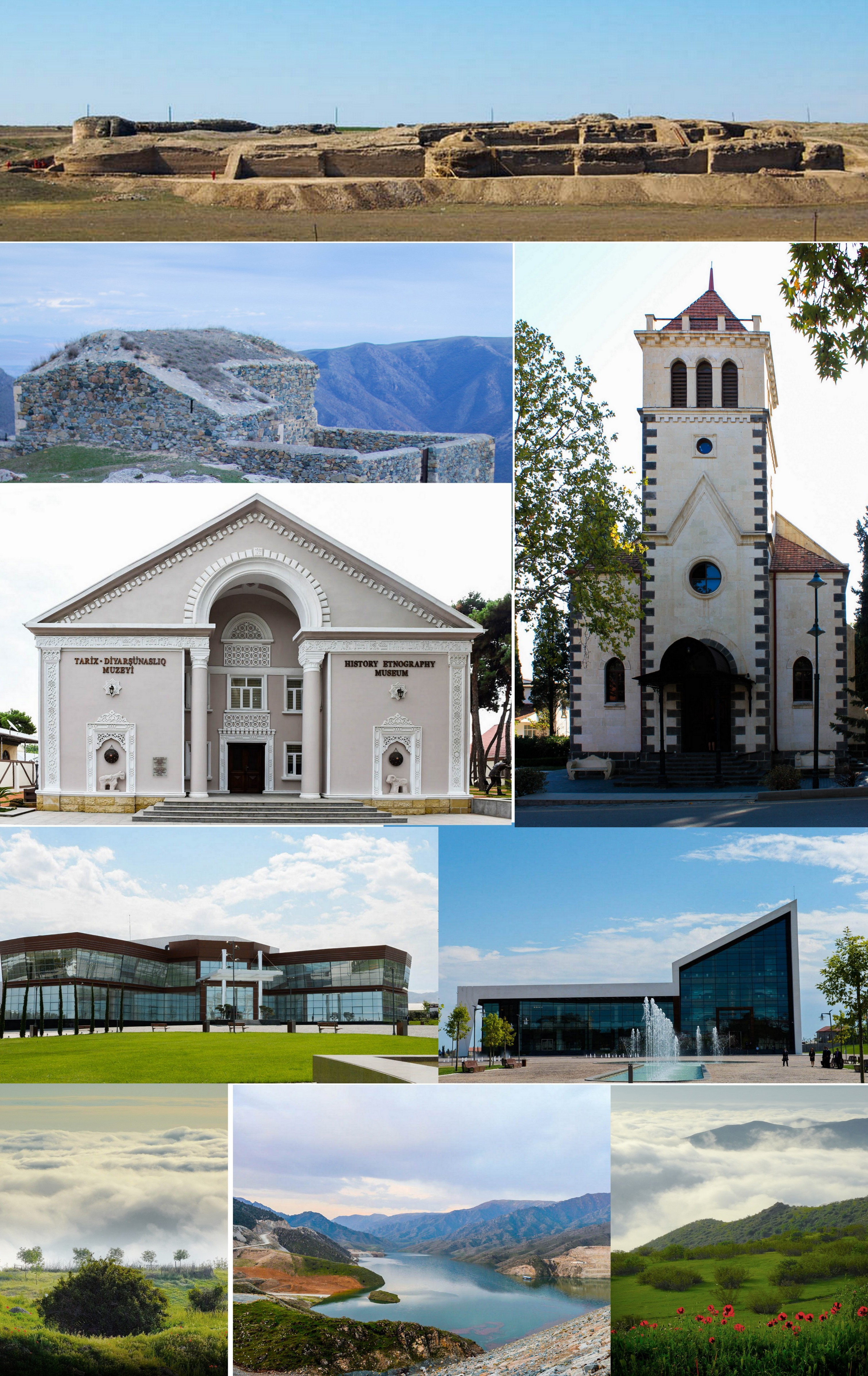
沙姆基爾

沙姆基爾是阿塞拜疆的城鎮，也是沙姆基爾區的首府，位於該國西北部，距離首都巴庫399公里，鎮上有歷史博物館和釀酒廠，2010年人口67,200。

## 外部連結
- World Gazetteer: Azerbaijan （页面存档备份，存于） – World-Gazetteer.com